# Emmy Rossum
Emmanuelle "Emmy" Grey Rossum, född 12 september 1986 i New York, är en amerikansk skådespelare, sångerska och låtskrivare. 
Emmy Rossum har bland annat spelat Christine Daaé i Fantomen på Operan (2004). Hon har även medverkat i Mystic River (2003), The Day After Tomorrow (2004) och spelade Fiona Gallagher i TV-serien Shameless (2011–2019). 
Rossum har ett stort intresse för mode och syns ofta i samband med modevisningar. Hon är sedan 2017 gift med den egyptisk-amerikanske regissören Sam Esmail.

## Filmografi (urval)
- 1998 – Only Love  (TV-film)
- 1998 – Grace & Glorie
- 1999 – Genius
- 2000 – Musikskatten
- 2000 – It Had to Be You
- 2000 – The Audrey Hepburn Story  (TV-film)
- 2001 – An American Rhapsody
- 2001 – Happy Now
- 2002 – Passionada
- 2003 – Nola
- 2003 – Mystic River
- 2004 – The Day After Tomorrow
- 2004 – Fantomen på Operan
- 2006 – Poseidon
- 2009 – Dragonball Evolution
- 2009 – Dare
- 2011–2019 – Shameless  (TV-serie)
- 2013 – Beautiful Creatures
- 2014 – Before I Disappear
- 2014 – You're Not You
- 2019 – Cold Pursuit
- 2023 – The Crowded Room (TV-serie)

## Diskografi
Inside Out (studioalbum utgivet den 23 oktober 2007)
1. "Slow Me Down" - 2:34
2. "Inside Out" - 3:31
3. "Stay" - 3:15
4. "Falling" - 3:40
5. "The Great Divide" - 6:56
6. "Don't Stop Now" - 5:45
7. "Lullaby" - 4:46
8. "High" - 3:59
9. "A Million Pieces" - 4:53
10. "Rainy Days and Mondays" - 3:43
11. "Anymore" - 4:50
12. "Been Too Long" - 3:46 (Itunes bonusspår)

Carol of the Bells (EP utgiven den 27 november 2007)
1. Carol of the Bells
2. Have Yourself A Merry Little Christmas
3. O Holy Night